# Kompleks Stawno

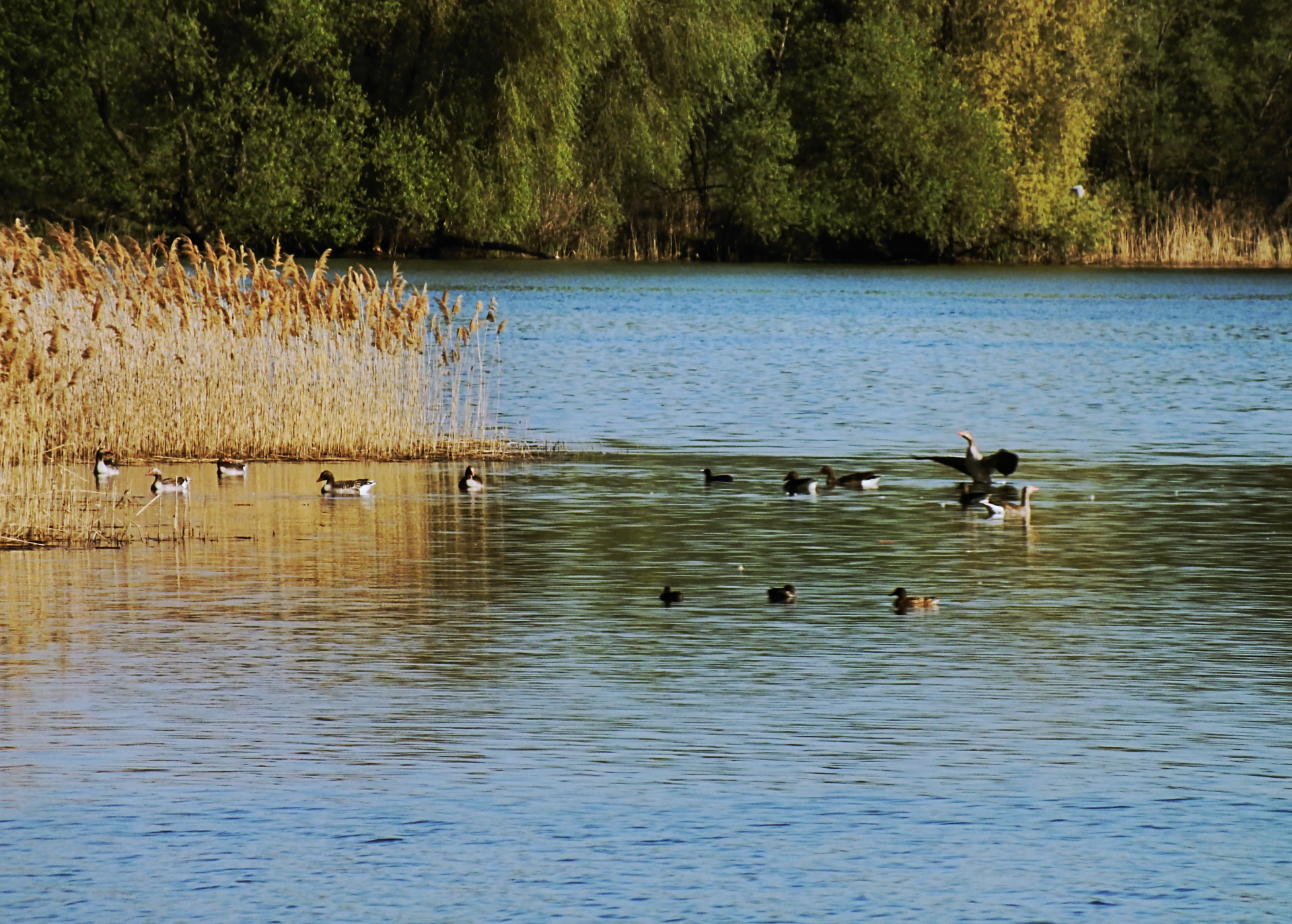
Ptaki na stawie Słupickim Dużym

Kompleks Stawno – największy z zespołów stawów hodowlanych wchodzących w skład rezerwatu przyrody Stawy Milickie, położony w województwie dolnośląskim, w powiecie milickim, w gminie Milicz. Całkowita powierzchnia kompleksu – 1629 ha, największy staw – Grabownica (pow. 283 ha).
Nazwa kompleksu pochodzi od przysiółka i zakładu rybackiego Stawno, administracyjnie należącego do sołectwa Grabownica. Na stawie Grabownica, w pobliżu wsch. skraju wsi ustawiono wieżę obserwacyjną zwaną Wieżą Ptaków Niebieskich (13 m wysokości). Kompleks zasilany jest wodami rzek Barycz (jaz Bolko), Rybnica (jaz Dragoński) oraz Prądnia, spiętrzonej drewnianymi jazami Grabownica i Ruda Milicka.

## Czatownie
- Wieża Ptaków Niebieskich w Grabownicy (pd.-zach. skraj kompleksu) dostępna ścieżką rozpoczynającą się przy szosie Grabownica - Czatkowice, na wsch. skraju Grabownicy.
- Czatownia Pod Rdzawoszyim przy Stawie Słupickim Starym (zach. część kompleksu) dostępna z szosy Milicz - Ruda Milicka (bezpośrednio przy szosie, pomiędzy Sławoszowicami i Rudą Milicką).
- Czatownia przy stawach Golica i Polnym (środkowa część kompleksu) dostępna ze szlaku rowerowego Ruda Milicka - Grabownica, z mostu na Baryczy w Nowym Grodzisku lub spod Zakładu Rybackiego Stawno (drogowskazy).